# Festuca arundinacea subsp. mediterranea
Festuca arundinacea subsp. mediterranea é uma subespécie de planta com flor pertencente à família Poaceae. 
A autoridade científica da subespécie é (Hack.) Franco & Rocha Afonso, tendo sido publicada em Boletim da Sociedade Broteriana, sér. 2 54: 88. 1980 (1981).
Os seus nomes comuns são erva-carneira ou festuca-alta.

## Portugal
Trata-se de uma subespécie presente no território português, nomeadamente em Portugal Continental e no Arquipélago dos Açores.
Em termos de naturalidade é nativa de Portugal Continental e introduzida no Arquipélago dos Açores.

## Protecção
Não se encontra protegida por legislação portuguesa ou da Comunidade Europeia.